# Titania (cómic)
Titania es una supervillana que aparece en los cómics estadounidenses publicados por Marvel Comics. Es notable por ser uno de los personajes femeninos humanos más fuertes de Marvel, y la esposa del Hombre Absorbente. Creada por el entonces editor en jefe Jim Shooter e introducida en la serie limitada crossover Secret Wars (Julio 1984). Titania se ha convertido desde entonces en un rival de la superheroína She-Hulk.
Originalmente una supervillana, en años posteriores, se ha reformado en más de un antihéroe. El personaje también ha sido miembro de los Maestros del Mal, Los 4 Terribles y Thunderbolts.
Mary MacPherran fue la segunda villana de Marvel en usar el nombre. La primera se llamaría Davida DaVito, ella fue una luchadora y miembro de las Grapplers que fue asesinada por el Azote del Inframundo. Tras la resurrección de Davisa, sus poderes se expandieron y tomó el nombre de Lascivious, ya que Mary se había identificado mucho más con el nombre de Titania.
Ella ha sido descrita como una de las antihéroes femeninas más notables y poderosas de Marvel, siendo etiquetada como una de las mayores rivales de She-Hulk.
Titania aparece como Mary MacPherran en el Universo cinematográfico de Marvel en la miniserie de acción en vivo de Disney+ para She-Hulk: Attorney at Law (2022), interpretada por Jameela Jamil y será la villana de She-Hulk en el primer capítulo y estará para Wonder Man (2024).

## Historial de publicaciones
Titania se introdujo en Secret Wars # 3, y ha aparecido en muchos cómics de Marvel desde entonces.
Mary MacPherran es el nombre de una asistente de producción de Marvel de la vida real a quien Jim Shooter le preguntó si estaba permitido nombrar a un personaje como ella. En 2011, Shooter publicó una foto en su blog de un grupo de empleados de Marvel, con un título que identifica a la verdadera MacPherran. En un comentario, Shooter dijo de MacPherran,

La maravillosa, gentil y dulce Mary Mac fue en verdad una pizca de la base de Titania, que era una mujer joven y voluble que se hizo súper robusta y fuerte a nivel de Hulk. Si a MM le importaba que tuviera una dura chica mala inspirada por ella, e hizo un gesto de asentimiento en su dirección, nunca lo mencionó. Y el malvado Volcana tenía un poco de Mary Jo Duffy en su núcleo. Fue una cosa que hicimos atrás cuando. Ahora, supongo que los creadores serían demandados.

Jim Shooter
Titania es uno de los personajes principales de la serie 2015 Illuminati.

## Biografía ficticia del personaje
Nació prematuramente en un suburbio de Denver, Colorado, Mary MacPherran creció escuálida y de corta estatura, inspirando a una chica popular en la escuela, Vanessa Ashwood, a su apodo "Skeeter" (una palabra del argot para mosquitos). Como estudiante de secundaria, trabajó como vendedora junto a su única amiga, una chica tímida a menudo de sobrepeso llamada Marsha Rosenberg, para ayudar a su familia en apuros. Acosada constantemente desde la infancia por la rica y cruel Vanessa y sus amigos, Mary se vuelve resentida y fantasea con obtener superpoderes para ser admirada y vengarse de sus torturadores.
Después de que la segunda Spider-Woman (Julia Carpenter) hace una de sus primeras apariciones en su ciudad, Marsha comenta que el color de cabello rubio rojizo de la nueva superheroína coincide con el de Mary. Luego, Mary le confía falsamente a su amiga que ella es en secreto Spider-Woman. Poco después, invitan a Mary a una fiesta elegante en la casa de Vanessa, donde se da cuenta de que su nueva popularidad se debe a que Marsha difundió el falso rumor de Spider-Woman.
Sin embargo, en medio de la fiesta, su sección de Denver fue arrancado de la Tierra y se convirtió en parte del planeta compuesto Battleworld, creado por el Todopoderoso como un escenario para un selecto grupo de superhéroes y supervillanos para luchar entre sí. Cuando la verdadera Spider-Woman llega a la escena para salvar a los invitados de una estructura de colapso, Vanessa ahora enfurecida y sus invitados se enfurecen con María y Marsha, persiguiéndolos en los bosques de Battleworld.
Asustadas y agotadas, las dos chicas se encuentran con el Doctor Muerte, quien estaba en la necesidad de nuevos agentes metahumanos para promover sus ambiciones. María y Marsha ambas están de acuerdo con la oferta de superpoder a cambio de servir en su ejército de supervillanos.

### Secret Wars
El uso de las tecnologías extraterrestres altamente avanzadas que se encuentran en Doombase, impulsado por inmensas energías de la tormenta feroz alienígena, Doom recrea tanto a las mujeres; capaz de utilizar la tecnología del todo como él desea, la condenación de alto nivel inducida habilidades metahumanas de diseño específico y particular. Mientras que Rosenberg (ahora conocido como Volcana) recibió una forma de fuego compuesta de plasma ionizado, MacPherran ganó poderes en oposición diametral a su encarnación anterior - donde una vez que había sido "un escuálido que consiguió su rostro se frota en la tierra", que era ahora mucho más alto y musculoso, y rolliza que el promedio.
Los cambios no fueron sólo física, sino mental en la naturaleza. Cuando Mary MacPherran había sido pequeña y tímida, la recién nombrada Titania, llamada así por la fuerza como un titán, estaba orgullosa y confiada, tal vez a los extremos. Tan pronto Volcana derritió la maquinaria en un gran montón de rojo vivo de escoria, de Titania lo recogió, ignorando audazmente la leve posibilidad de lesiones, y lo lanzó a través de la pared; poco después, ella desafió a Carl "Crusher" Creel, el Hombre Absorbente, a una pelea que se negó, razonando que no tenía "nada que demostrar ... para una dama."
Titania comenzó a trabajar para la condenación en serio, y era uno de los criminales ordenados por la condenación para atacar a los superhéroes. Ella luchó contra Thor, y luego con Rogue y Wolverine, luego combatió a los X-Men. Pero su más impresionante conquista fue Jennifer Walters conocida como She-Hulk, obtener lo mejor de ella durante una paliza pandilla; ella no lo sabía, pero este sería el comienzo de una larga rivalidad entre las dos.
Sin embargo, cuando los héroes más tarde irrumpieron Doombase para rescatar a She-Hulk, Titania intentó enfrentarse contra el veterano superhéroe Spider-Man. Empezó la lucha extremadamente confiado debido a su fuerza y durabilidad masivas ventajas, pero entró en pánico al darse cuenta de que de Spider-Man muy superior velocidad, agilidad, reflejos, y años de experiencia contra más enemigos poderosos le permitieron evitar no sólo fácil, pero también atacarla con total impunidad. La pelea terminó cuando Spider-Man la golpeó contra el suelo, y luego la levantó y la arrojó con desdén a través de una pared exterior. Durante esta lucha, actitud y recién arrogancia de Titania se evapora rápidamente, dando paso a lo que Spider-Man burlonamente llamado el "pequeño lloriqueo", está claro que su arrogancia enmascara una personalidad insegura y frágil. Teniendo en cuenta esta paliza, Titania evita entrar en contacto con Spider-Man mientras está en Battleworld, y abrigaría un temor hacia él durante algún tiempo después de regresar a la Tierra.
Después de su encuentro con Spider-Man, una alusión a la relación entre el Hombre Absorbente y Titania previamente comenzó; Titania parecía bastante dependiente de Creel en este punto. Una vez Owen Reece, el Hombre Molécula, logró sellar el trozo de Denver, y comenzar a navegar de vuelta a la Tierra, Creel y MacPherran revelaron que se realizaron con Doom y su guerra, y simplemente quería ir a casa.
Durante el regreso a la Tierra, Titania se aleja del grupo de villanos. Golpea a Vanessa Ashwood y destruye su casa, pero no se satisface al vengarse de su torturadora de la infancia.

### Volver a la Tierra
Una vez de vuelta en la Tierra, sin embargo, Titania y el Hombre Absorbente no se establecen a la vida tranquila, en lugar de continuar trabajando como delincuentes profesionales uniéndose Barón Helmut Zemo de los Maestros del Mal. Su primera misión era reclutar la poderosa Moonstone en el grupo, que también les impidió unirse al grupo principal en el asalto a la Mansión de los Vengadores. Para matar el tiempo, Titania robaron una joyería, sólo para venir a la atención de Spider-Man; demasiado miedo de luchar, ella salió corriendo de combate, sólo para encontrar de nuevo en el aeropuerto La Guardia. Allí, una vez más, Titania trató de no luchar, tener Creel lo haga en su nombre; sin embargo, a la vista de su casi derrota a manos de Spider-Man fue suficiente para Titania superar temporalmente su aracnofobia, carga en combate. Fue un punto discutible, sin embargo, ya Creel terminó la pelea con la amenaza de destruir un avión lleno de inocentes si Spider-Man se negó a salir de la escena, que él (Spider-Man) hizo regañadientes.
La pareja villano recibió otra asignación de los Maestros: matar a Hércules, que había sido gravemente herido previamente por los Maestros, y estaba en el hospital. Sin embargo, a pesar de un guardia de sólo el de Ant-Man (Scott Lang) y (la Avispa), Hércules sobrevivió; con Creel picado por insectos en forma humana, y Titania encogida al tamaño de la avispa, los villanos fueron fácilmente sometidos, con Titania fue llevada a la Bóveda, una penitenciaría sobrehumana.
Esta estancia en la bóveda no dura mucho. Cuando Iron Man comienza las Guerras de armaduras, la batalla para destruir o deshabilitar todos los tipos de armaduras mejoradas basadas en diseños robados de Iron Man, esto inevitablemente lo lleva a los Guardias, los guardias de la Bóveda. El conflicto resultante crea un fallo de alimentación, lo que permite que Titania y Mister Hyde se escapen. Mientras que el Capitán América logra dominar y capturar a Mister Hyde, su colega D-Man no logra detener a Titania; cuando se le permite la oportunidad de una revancha, D-Man simplemente la deja escapar porque es mucho más fuerte que él.
Usando su nueva libertad, Titania viajó a Washington D. C.; la pérdida de una sucesión de batallas con She-Hulk, Titania se comprometió a no atacar a ella de nuevo, y para volver a la cárcel.
Estallado una vez más, Titania se unió con el Asistente, Klaw e Hydro-Man, para convertirse en el nuevo de Cuatro Terribles, a la venganza exacta sobre los Cuatro Fantásticos. Luchando contra los Cuatro Fantásticos, con Titania asumir a La Mole y Ms. Marvel, el equipo sólo ganó gracias a la ayuda de la creación del profesor Gregson Gilbert, Hombre Dragón y Aron, el renegado Vigía; en la revancha, los Cuatro Fantásticos se impuso, sólo para que ambos Fours encarcelado por Aron en animación suspendida, utilizando clones de los Cuatro Fantásticos a actuar a cabo aventuras deseaba presenciar. Cuando fueron liberados los dos equipos, Aron eligió para presenciar los sueños de sus clones en cambio, el transporte de los Cuatro Terribles de nuevo a la Bóveda como servicio a los Cuatro Fantásticos.
Titania supera de forma permanente su miedo a Spider-Man durante el cruce de "Acts of Vengeance" de 1989-1990, en el que una conspiración entre Loki y el Mago se alinea para luchar contra enemigos que no suelen ser los suyos. Titania está consternada cuando el Doctor Doom, su compañero, le dice que no se enfrentará a She-Hulk, sino a Spider-Man. Con la ayuda de un dispositivo de modificación de comportamiento colocado en secreto en Titania, Doom aviva su orgullo y su ira, lo que le permite involucrarse con Spider-Man en las oficinas de Daily Bugle. Después de que las garras del Puma le arrancan el dispositivo de Doom, se encoge de Spider-Man, pero cuando él le hace darse cuenta de que había estado luchando contra él todo el tiempo, finalmente supera su miedo y reanuda el ataque. Sin embargo, en este momento, Spider-Man está temporalmente vinculado con Uni-Power, haciéndolo Capitán Universo. Esto le otorga el poder de dejar a Titania inconsciente en una descarga de energía masiva.
Ella es liberada en el camino a la Bóveda por Graviton, que también recoge el Trapster y los Hermanos Grimm. Todos habían sido humillados por Spider-Man con el disfraz de Capitán Universo, y junto con Cameleón y Goliath, intentaron vengarse, solo para fracasar. Titania, humillante, es derrotada por una colisión con un autobús a toda velocidad.

### Encontrar el romance
Escapan de la Bóveda, una vez más, Titania se unió a las Femizons de Superia, como enemigos de Capitán América y el Paladín. Esto no funcionó, sin embargo, y así Titania decidió localizar a su viejo amor, el Hombre Absorbente. Encontrándolo luchando contra el Eric Masterson como Thor; cuando ella apareció herido por un golpe de Mjolnir, Creel admitió su amor por ella, que ella con mucho gusto correspondido. Al ver esto, Thor le permitió salir.
Mientras Creel hizo un intento de llevar una vida normal, Titania volvió a robar joyerías; en cuestión, Creel intentó "asustarla recta", colaborando con Thor en una estratagema que implica una exposición Guggenheim. Aunque la aparición de Spider-Man y la policía especial del Código de unidad: asuntos complicados azules, en última instancia, Titania recordó su amor por Creel.
Creel sigue enoje con María por no lograr mantenerse legal y violar su libertad condicional. Con el fin de aliviar su estrés se organiza un encuentro oficial con She-Hulk, pero Titania decide, no obstante, hacer trampa y termina perdiendo la pelea.
Una vez hecho esto, Titania volvió en sí un poco, pidiendo Creel casarse con ella. La boda asistieron muchos supervillanos; mientras que los Vengadores interrumpió la ceremonia, que dejaron a la pareja sola. Titania crece rápidamente aburrido con su reforma respetuosa de la ley, y después de absorber hombre intenta comprar su regalo de San Valentín, pero es, sin embargo, atacado por la policía, aceptan tener que vivir una vida huyendo de la ley.
En la necesidad de fondos de la pareja asume las formas de Trueno Chica y Lightning Bolt para cazar a Spider-Man por la recompensa ofrecida por Norman Osborn.
A pesar de Titania contraer brevemente quemaduras graves en la piel como resultado de esta aventura, la pareja sigue siendo incapaz de reformar, y cometer más robos. Titania también sigue en conflicto con She-Hulk.

### La enfermedad y la recuperación
A pesar de su mayor durabilidad, Titania contrae cáncer terminal. Al carecer tanto del seguro de salud como del dinero, Creel se ve obligada a trasladarla del hospital a un edificio abandonado. Creel secuestra a la Dra. Jane Foster y la lleva al edificio abandonado para tratar a Titania, cuya condición se está deteriorando rápidamente. Debido a una batalla entre Creel y Thor, el edificio se derrumba sobre las dos mujeres. Débil y apenas consciente, pero aún masivamente fuerte, Titania es capaz de salvar a Foster de ser asesinada al sostener los escombros que caen. Posteriormente, Foster ayuda a tratar el cáncer de Titania en el hospital.
En una historia "silenciosa" que no contiene globos de palabras, el Capitán América lucha contra el Hombre Absorbente en la víspera de Navidad, luego se entera de que Creel estaba tratando de obtener suficiente dinero para comprar un regalo de Navidad para Titania. Cap luego entrega secretamente el regalo en el lugar de Creel, y permanece fuera de la ventana de su apartamento el tiempo suficiente para ver a Titania recoger el regalo. En un extracto del guion de acompañamiento, el escritor Dan Jurgens explica que la enfermedad de Titania se ha curado.
Durante la carrera de Christopher Priest en Deadpool, Titania aparece como un compañero de cuarto de Deadpool y el supervillano Constrictor, pero más tarde se revela que es la cambiadora Copycat. Originalmente, la intención era que fuera la Titania real, pero los editores de Marvel dieron con la explicación de Copycat para resolver el conflicto de continuidad con la historia de Dan Jurgens sobre el cáncer que se produce simultáneamente en Thor.

### Empuñando la Gema de Poder
Titania no puede mantenerse alejada de She-Hulk y se somete a un régimen físico intenso para mejorar sus habilidades. Sin embargo, She-Hulk lo había hecho de manera más eficiente, alcanzando brevemente niveles que casi se acercaban a los de Hulk. Maltratada y sin querer humillada por ella, Titania se ofrece la oportunidad de vengarse después de obtener la Gema de Poder, una de las legendarias Gemas del Infinito, de su antiguo propietario, el ex Campeón del Universo, ahora conocido como el Caído por su propia derrota. a manos de She-Hulk. El Caído había acordado dejar de usar la Gema de poder como condición de su derrota, pero era libre de ganarse su propia venganza por poder.a través de Titania. Después de una derrota inicial por la recién habilitada Titania, She-Hulk la engaña haciéndole creer que había matado a la Jiant Giantess en una segunda batalla; La carrera inicial de triunfo de Titania repentinamente se funde en incertidumbre, cuando se dio cuenta de que su vida ahora no tenía sentido ni enfoque sin el objeto de su odio obsesivo. She-Hulk (en su forma normal como Jennifer Walters) aprovecha la confusión de Titania para arrancar la gema de poder de la frente del criminal y utiliza el poder de la gema para eliminar a Titania con un solo golpe.
Titania está encarcelada en la Penitenciaría de Lang Memorial, también conocida como Pym Experimental Prison # 2, una prisión en la que los presos sobrehumanos se reducen con partículas de Pym a menos de una pulgada de altura, para reducir sus posibilidades de escape y su amenaza para los guardias y público.
En Fantastic Four # 547, Titania aparece como miembro de los Cuatro Terribles del Mago, luchando contra los Cuatro Fantásticos en la luna de Saturno, Titán. En She-Hulk (vol. 2) # 21, se muestra que ha sido devuelta a la prisión experimental de Pym. En el siguiente número, después de haber escapado (aunque todavía se ha reducido a un tamaño diminuto), se reúne con el Hombre Absorbente y vuelve a chocar con She-Hulk. Para salvar a She-Hulk del Hombre Absorbente, su amiga, la Skrull Jazinda usa a la Reducida Titania como rehén y la arroja a la boca de un tiburón.
Titania sobrevive a esto de alguna manera, ya que se encuentra con Investigaciones Factor-X y luego se la ve en la balsa, comentando junto con otras reclusas sobre la destreza del nuevo alcaide Luke Cage.

### "Fear Itself"
Durante el 2011, la historia de " Fear Itself ", uno de los siete Martillos de las tierras dignos cerca de Titania después de que fue lanzado a la Tierra por Serpiente. Cuando se levanta, ella se convierte en Skirn: Interruptor de hombres. A continuación, ayuda a Creel encontrar su martillo en la capital del infierno. Cuando se encuentran con su martillo, se encuentran con un ladrón conocido que tiene una historia personal con el alter ego de Titania Skirn. El ladrón intenta tomar el martillo como propia, pero Skirn lo derrota rápidamente. Máquina de Guerra, Puño de Hierro, y sus aliados aparece e intenta, sin éxito, para mantener el martillo de Creel, quien se convierte Greithoth cuando él lo agarra.
Poco después de que los Dignos son derrotados, una angustiada Titania aparece en su celda de la prisión, implorando al personal de Raft que impida que Crossbones robe el martillo de Skirn y cometa atrocidades con él.

### Nuevo Thor
Cuando el Hombre Absorbente y Titania estaban robando un coche blindado, Thor (Jane Foster) apareció para frustrar sus planes. Al encontrarse con la mujer Thor, Creel se burla de ella por ser una mujer y por haber tomado el nombre de Thor para ella misma, a lo que ella responde rompiéndole la mandíbula. Titania entonces parece enfrentarse a ella. Pero por respeto a lo que Thor estaba haciendo, ella golpea a su esposo con su propia arma y se rinde. A pesar de esta rendición, y a pesar de que Titania una vez salvó su vida, Thor la golpea con fuerza con Mjolnir, dejándola fuera de combate.

### Illuminati
Titania intenta abandonar el estilo de vida de los supervillanos y, con la ayuda de She-Hulk, consigue un trabajo de seguridad en una casa de empeños. A pesar de que detiene con éxito un robo a manos de matones armados con armas de energía, sus poderes atraen la atención de Luke Cage y Puño de Hierro. A pesar de su inocencia, los Héroes de Alquiler la miran con sospecha e intentan someterla. En medio de la pelea, Capucha teletransporta a Titania contra su voluntad y la devuelve a su guarida, donde la invita a unirse a su encarnación de los Illuminati, prometiendo una manera de salir de la vigilancia. Ella acepta a regañadientes a unirse. Se le revela al lector que Capucha diseñó el robo y está manipulando a Titania.
De sus nuevos compañeros de equipo, Titania es la más cercana con su amigo, el miembro de la Brigada de Demolición, Bola de Trueno. A lo largo de la corta vida de este equipo, lucha contra varios supervillanos, tiene una revancha con Thor y exhibe temporalmente nuevos poderes místicos, que se manifiestan como descargas de energía púrpura y Kirby Krackles mientras usa su súper fuerza.
Durante la historia de Avengers: Standoff!, Titania y Capucha atacan Pleasant Hill para extraer el Hombre Absorbente. Existe una breve tensión entre la pareja reunida cuando Titania escucha por casualidad que Creel confiesa que sintió algo por Elektra mientras estaba bajo el lavado de cerebro de Kobik.
En el último número de Illuminati, Capucha, después de haber ampliado su equipo de supervillanos con los ex reclusos de Pleasant Hill, planea matar a los miembros de la familia de los Vengadores en venganza por los eventos de Avengers: Standoff!, Titania siente que esto cruza una línea moral y se niega a seguir adelante. En el argumento subsiguiente, Capucha revela que manipuló a Titania para que se uniera al equipo y que usó su magia oscura para darle nuevos poderes. Luchan, y Titania, sospechando que la capa mística de Capucha y el uso de magia oscura corrompen su mente, destruyen la capa (que también elimina sus nuevos poderes) diciéndole a Capucha que ella lo está salvando de sí mismo. Titania y Hombre Abosorbente se resignan a los supervillanos restantes, aunque después de ver a su esposa enfrentarse a Capucha y derrotarlo, Creel le dice a Titania que no puede creer que haya tenido "sentimientos encontrados por Elektra".

### Equipo con Black Bolt
En la serie 2017 Black Bolt, Hombre Absorbente aparece en una prisión cósmica, donde se hace amigo del rey inhumano Black Bolt y de una niña alienígena telepática llamada Blinky. Creel aparentemente es asesinado luchando contra el carcelero de la prisión, pero libera con éxito a sus compañeros de prisión. Black Bolt y Blinky viajan a la Tierra para informar a Titania del sacrificio heroico de su marido. Ella lamenta su muerte y organiza su funeral, al que asisten el Capitán América, Thor y la tripulación de demolición. Después del funeral, Black Bolt es atacado por Lash. Titania ayuda a combatir a los villanos inhumanos, pero no puede evitar que secuestren a Blinky. En el momento en que Jailer ha poseído la mente de Blinky para matar a Black Bolt, Lockjaw llevó a Titania al cementerio de Parkwood, donde el Hombre Absorbente emergió repentinamente de su tumba. Hombre Absorbente y Titania ayudaron a Black Bolt a luchar contra un Blinky poseído por un Jailer hasta que lograron expulsarlo de él.

### Trabajando con Arma H
Dario Agger contrató a Titania y un exagente de S.H.I.E.L.D. llamado Angel para ayudar al equipo liderado por Arma H y Korg en una misión a Mundo Extraño. Ella llama a Hombre Absorbente para que no se meta en problemas mientras ella está ausente. Mientras el Arma H dirige la misión a Mundo Extraño, son atacados por una tribu de humanoides de piel azul llamados Inaku, quienes los culpan por romper la Tierra y permitir que los Skrullduggers se lleven a su reina. Después de que Arma H liberó a sus compañeros, Titania eliminó al Protector Hara, lo que provocó que la cúpula protectora se dañara. Mientras el Hombre Cosa de Roxxon fortalece las defensas de la aldea Inaku, Titania y Korg se quedan atrás mientras Arma H, Ángel y un humano infectado con Brood llamado Blake van en una misión furtiva al puesto de avanzada de Roxxon. Ella y Korg ayudan a Inaku a preparar un pozo lleno de púas cubiertas de veneno de bayas. Cuando los Skrullduggers atacan, Hombre Cosa, Korg y Titania ayudan al Inaku a defender su pueblo fortificado de los Skrullduggers hasta que de repente van en una dirección. Titania, Korg y Hombre Cosa encuentran el Arma H con los Skrullduggers bajo el control de Morgan le Fay cuando atacan la aldea Inaku. Pensando que el Arma H está en un frenesí de batalla, Korg le recuerda a Titania que el Arma H es parte de Hulk. Cuando Morgan le Fay de la Tierra-15238 aparece y se identifica como una reina del Inaku, Titania y Korg son atacados por el Protector Hara, los Skrullduggers y Arma H. Hombre Cosa sale a la defensa de Titania. Titana y Korg alcanzan Arma H, donde descubren que Dario Agger se ha transformado en Minotauro. Ella está entre los que son evacuados a través del portal. Cuando Titania intenta que un científico de Roxxon cierre el portal, Sonia Sung, la esposa de Arma H y empleada de Roxxon, la critica. Después de que Dario les paga los términos de su contrato, Titania lleva a Blake, Korg y Hombre Cosa a una hamburguesería en la calle.

## Poderes y habilidades
Gracias al aumento celular a través de la radiación, Titania posee una inmensa fuerza sobrehumana que en un principio le permitió igualar los individuos como la Cosa, pero más tarde se incrementó después de realizar un riguroso entrenamiento de levantamiento de pesas y rivaliza con su némesis, She-Hulk.
Los músculos de Titania producen considerablemente menos toxinas de fatiga que los músculos de un ser humano ordinario, la concesión de sus niveles sobrehumanos de resistencia.
Su cuerpo es altamente resistente a las lesiones físicas. Puede soportar balas de alto calibre, temperaturas extremas, caídas desde grandes alturas, y traumatismo severo sin sufrir lesiones.
También posee una amplia experiencia en técnicas de lucha callejera.

## Otras versiones

### Amalgam Comics
En Amalgam Comics, Titania se combina con Big Barda para formar Big Titania.

### Tierra-X
En el Universo X, la secuela de la Tierra X (sobre un distraído universo de Marvel), el Hombre Absorbente ha absorbido el conocimiento de la malvada inteligencia artificial Ultron. En el Apéndice se explica que, antes de los eventos de la serie, Creel mató a un tercio de la población de la Tierra y solo se detuvo cuando Titania le rogó que cambiara de opinión. Titania luego se pone en coma cuando se le golpea en la cabeza durante una batalla con los Vengadores. En venganza, y posiblemente bajo la influencia de Ultron, Creel mata a muchos miembros del equipo. En el clímax de la serie, Iron Maiden y Loki convencen a Creel para que se sacrifique para salvar la Tierra diciéndole que salvaría a Titania. Mar-Vell luego lleva a Titania a una estatua gigante de su marido, y ella le dice que había un buen hombre dentro de Creel.

### House of M
En la realidad de House of M, Titania es miembro del equipo de supervillanos de Capucha que desafía la Casa de M de Magneto y establece un refugio seguro para los humanos en el país de Santo Rico. Cuando las fuerzas de Magneto amenazan con atacarlos, ella y el hombre absorbente forman parte del grupo que elige quedarse atrás y luchar hasta que todos los ciudadanos puedan evacuar. Titania es la única superviviente del ataque de la Guardia Roja, y se la ve al final como miembro de la Resistencia Humana.

## En otros medios

### Televisión
- Titania apareció en la serie de Hulk and the Agents of S.M.A.S.H., con la voz de Clare Grant:
  - En la primera temporada, episodio 11, "El encantador de Skaar", ella se ve con el Hombre Absorbente y la Brigada de Demolición de escapar de la Bóveda, y es derrotada por She-Hulk. En el episodio 25, "Monstruos nunca más", Titania aparece como miembro del Líder, los Agentes de C.R.A.S.H. siendo simuladores.
  - En la segunda temporada, episodio 12, "Prisioneros Inesperados", Titania es una reclusa en la sección de la Bóveda de Abominación. Ella recibe a She-Hulk como compañera de celda, y las dos enemigas terminan formando vínculos durante el episodio. Cuando Abominación "purga" su parte de la Bóveda, lanzándola al espacio con una bomba gamma para destruirla, Titania convence a Hombre Absorbente para ayudar a los héroes a desarmarla. Después de que S.H.I.E.L.D. descubriera que el Líder y los Agentes de C.R.A.S.H. planearon la destrucción de Vista Verde y enmarcaron a los Agentes de S.M.A.S.H., Titania, Hombre Absorbente, y la Brigada de Demolición se transfiere a otra prisión. Mientras se los llevan, She-Hulk ofrece ayudar a Titania con su apelación si se mantiene fuera de problemas.[71]
- Titania aparece en la segunda temporada de Avengers Assemble, episodio 16 "Heroes Diminutos", con la voz de nuevo por Clare Grant.[72] Ella estaba siendo trasladada en un convoy de S.H.I.E.L.D. con el Hombre Absorbente y fue la primera en salir. Ella y el Hombre Absorbente fueron derrotados por Iron Man, Hawkeye y Thor.
- Titania aparecerá en la serie de televisión de acción en vivo She-Hulk ambientada en Marvel Cinematic Universe, interpretada por Jameela Jamil.[7][73] Esta versión es una influenciadora de las redes sociales, hábil artista marcial y superhumana que busca demostrar que es la "mujer más fuerte del mundo" después de ser dominada por She-Hulk.[74]
- En  X-Men (serie de televisión) en su doblaje al español latinoamericano equivocadamente al personaje de Rogue se le nombra Titania sin tener relación alguna entre ambos personajes.

### Videojuegos
- Titania aparece como un jefe en el juego de video 1996, Iron Man y XO Manowar en el Heavy Metal.
- Titania es un personaje jugable en Marvel Future Fight.[75]
- Titania es un personaje jugable en Marvel Contest of Champions.[76]